# Guerra dos Filhos da Luz contra os Filhos das Trevas

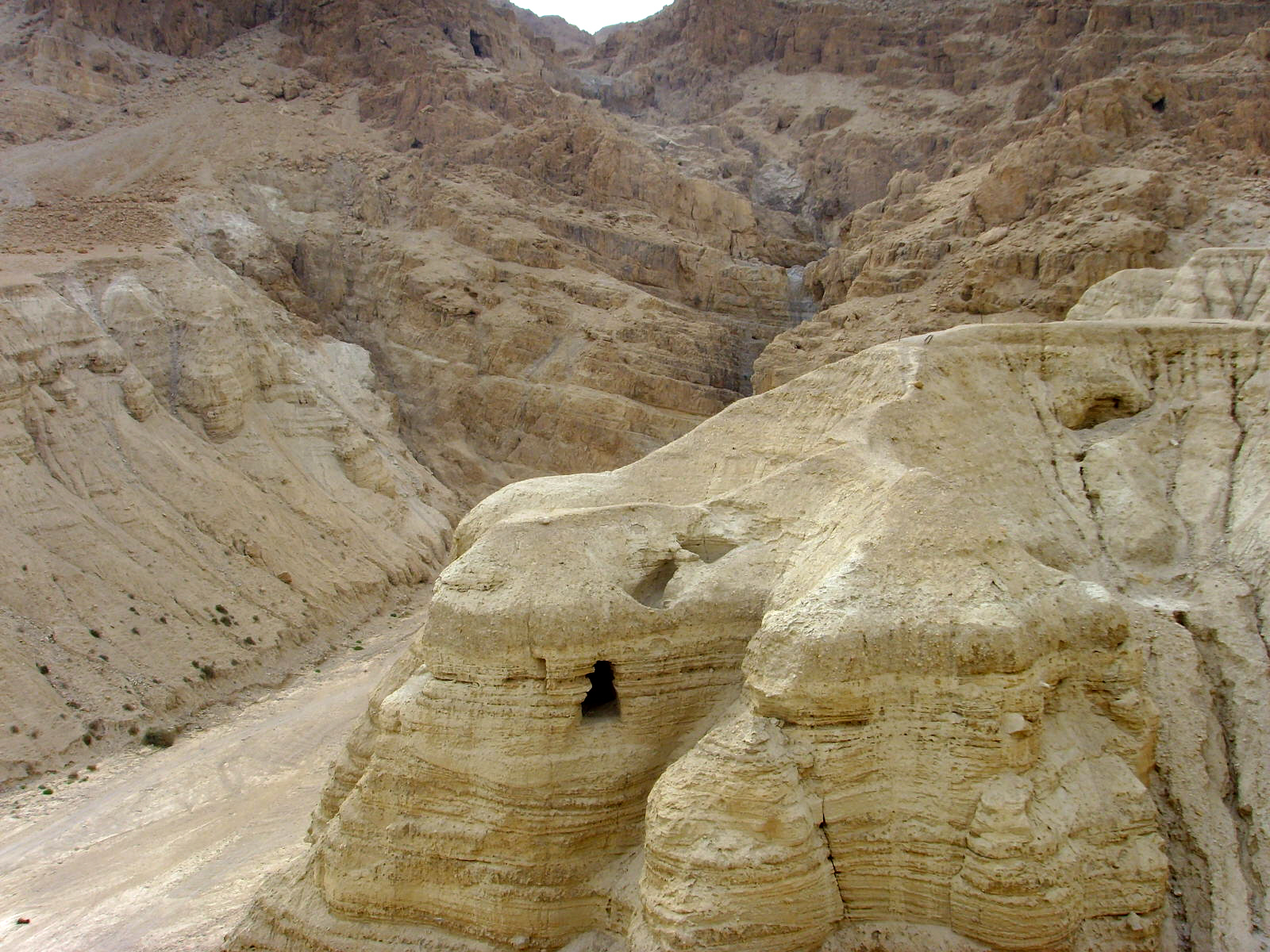

Guerra dos Filhos da Luz contra os Filhos das Trevas são uma série de pergaminhos ou rolos, também chamados de Regra de Guerra, Regulamento de Guerra, Rolo de Guerra ou Pergaminho  de Guerra, que constituem os mais conservados dos Manuscritos do Mar Morto, tendo sido corroída apenas sua borda inferior. Seu conteúdo é um manual de disciplina e organização militar e estratégica.
O manuscrito, que foi resgatado pelos beduínos em dois pedaços enrolados separadamente, é composto de vários rolos e fragmentos, especificamente 1QM, 4Q491-496. Embora no início esteja faltando no mínimo uma coluna, o restante foi pouco afetado. Subsistem 11 colunas, cada uma delas possuindo de 25 a 27 linhas — exceto a última que não tem mais de 2 —, estando a parte inferior em branco. Eles deviam medir pelo menos 2,12 metros de comprimento; mas atualmente tem apenas pouco mais de 1,82 metros de comprimento por cerca de 24 centímetros de largura. Compõe-se de 4 tiras de pele e de fragmentos de uma outra tira. Era fechado por uma correia de pele de 40 centímetros de comprimento.
Os fragmentos de dois apêndices deste documento foram adquiridos pelo Museu Arqueológico Palestino, um deles, constituído por 2 colunas, é denominado Regra Anexa; o outro, que devia abranger pelo menos seis colunas, recebeu o nome de Livro das Bênçãos.
Estes rolos de papel contém também uma profecia apocalíptica de uma guerra entre os Filhos da Luz e os Filhos das Trevas. A guerra primeiro é descrita como um ataque pelos Filhos de Luz contra Edom, Moabe, os filhos de Amom, os Amalequitas, os Filisteus, e o Quitim de Assur (referidos como o exército de Belial), apoiado por esses que "transgrediram o convênio", inclusive os filhos de Levi, os filhos de Judá, e os filhos de Benjamim. No fim, toda a Escuridão deve ser destruída e a Luz viverá em paz para toda a eternidade.
É possível que A Guerra do Messias é a conclusão para este documento. Estudo mais recente sugere que 4Q491 constitui  na verdade três documentos separados todos descrevendo os mesmos acontecimentos. A guerra então é descrita outra vez como um conflito entre a congregação de Deus e a congregação dos homens. O resto do documento é uma descrição detalhada dos acontecimentos da guerra e as maneiras as quais devem ser conduzida.
Provavel uma geometria onde o diâmetro de um dado perímetro tem plasmado um degrau (90) em contrários dos seus 180 graus. A colocação destes degraus prima no interior e exterior da sua linha. Caso também sui géneris tem a luz emitida nos astros brilhantes, em que a Força partilha a mesma no seu diâmetro, cria ligações evidentes na conexão astral, restando diferenciar o mesmo princípio geométrico. De notar a obscuridade da Força galática, talvez perdida na interação destes dois elementos.

## Leitura Complementar
- Collins, John Joseph. 1998. The Apocalyptic Imagination: An Introduction to Jewish Apocalyptic Literature. Grand Rapids, Mich: William B. Eerdmans.
- Duhaime, Jean. 2004. The War Texts: 1QM and Related Manuscripts. T & T Clark International, London.
- Segal, Alan F. 1986. Rebecca's Children: Judaism and Christianity in the Roman World. Cambridge, Mass: Harvard University Press.
- Wise, Michael, Martin Abegg Jr., & Edward Cook. 1996. The Dead Sea Scrolls: A New Translation. Harper. San Francisco.